# 秦従龍
秦 従龍（しん しょうりょう、1296年 - 1365年）は、元末の官僚。字は元之。本貫は河南府洛陽県。

## 生涯
元に仕えて、官は江南行台侍御史となった。元末の兵乱を避けて、鎮江に居住した。至正16年（1356年）、徐達が鎮江を陥落させると、朱元璋が徐達に命じて従龍を迎えさせた。朱元璋は朱文正や李文忠に金綺を献上させ、従龍のための廬を建てさせた。従龍は妻の陳氏とともに赴き、朱元璋は自ら龍江で出迎えた。
ときに朱元璋は富民の家に住んでいたが、従龍をそこに迎えて、朝に夕に訪ねては時事を語り合った。元の御史台を府とし、従龍を西華門の外に住まわせると、事の大小なく従龍と相談して決定した。従龍は漆簡に筆書して朱元璋と問答のやり取りをしていたが、あまりに細密に書かれていたため、側近たちには読み取ることができなかった。従龍の誕生日には、朱元璋と朱標が手厚い贈り物をし、従龍の家に赴いて酒を飲み交わした。至正25年（1365年）冬、従龍の子の秦沢が死去したため、従龍は帰郷を願い出て許され、朱元璋に郊外まで送られ、握手して別れた。ほどなく病死した。享年は70。